# 屠各部
屠各，亦作休屠、休屠各、休屠各胡、屠各胡、屠各種，匈奴氏族部落之一，为南匈奴十九部落中最高贵的部落。
為攣鞮氏的分支，西汉时分布于西北塞外，驻牧于武威，金日磾就出自屠各。东汉汉光武帝时匈奴入居塞内，屠各部众多次起事。漢靈帝中平五年（188年），乘中原内乱，攻西河郡、并州，攻杀南匈奴羌渠单于。初平四年（193年），与袁绍军战于常山郡。建安十九年（214年）为曹操击败。魏晋南北朝时散居于太行山。匈奴入居塞内的十九部，其中并州屠各最强大，东晋十六国时期建立的割据政权漢赵，其统治者即为南匈奴屠各首领刘氏。
史籍所见屠各姓有梁、毕、卜、张、李、郭、成、路、石、王、董等。
当代學者陳勇認為，屠各部並不是攣鞮氏的直系後裔，為休屠王之後，原為匈奴貴族。在東漢時，在南匈奴中興起，擊敗羌渠部成為南匈奴王族。
一說屠各和突厥、屠耆語詞相通。屠耆为匈奴语“贤”，汉人因称左右屠耆王为左右贤王。